# Psammina tenuis
Psammina tenuis — вид форамініфер родини Psamminidae. Описаний у 2020 році.

## Поширення
Поширений на сході Тихого океану. Типові зразки виявлені у розломі Кларіон-Кліппертон.